# SN 2006jb
SN 2006jb – supernowa typu II odkryta 11 października 2006 roku w galaktyce UGC 12897. W momencie odkrycia miała maksymalną jasność 17,40m.